# Balinka (Maďarsko)
Balinka (německy Balingen) je vesnice v Maďarsku v župě Fejér, spadající pod okres Mór. Nachází se asi 2 km jihozápadně od Bodajku a asi 8 km jihozápadně od Móru. V roce 2015 zde žilo 891 obyvatel. Dle údajů z roku 2011 tvoří 79,6 % obyvatelstva Maďaři, 6,2 % Němci, 0,5 % Rumuni a 0,4 % Bulhaři.
Sousedními vesnicemi jsou Bakonycsernye a Nagyveleg, sousedními městy Bodajk a Mór.